# Ancistrorhynchus serratus
Espèce
Ancistrorhynchus serratus Summerh. est une espèce de plantes à fleurs de la famille des Orchidaceae et du genre Ancistrorhynchus, endémique d'Afrique centrale. 

## Biologie
C'est une herbe avec des tiges de 5 à 10 cm, dressées. Les feuilles sont disposées sur deux rangs dans la partie supérieure de la tige, oblongues à lobes apicaux arrondis, minces, finement dentées. L'inflorescence est multiflore, avec moins de 1 cm de longueur. Les fleurs sont blanches, les bractées florales membraneuses. Le labelle ovale, obtus ou arrondi. L'éperon est conique à la base, épais, comprimé au milieu, renflé au sommet, plus long que le labelle.

## Distribution
On la trouve au Nigeria, en Guinée équatoriale et au Cameroun.

## Écologie
C'est une épiphyte qu'on trouve en forêts humides de plaine, en forêts sub-montagnardes à montagnardes et en forêts claires.